# إيوان براون
إيوان براون (بالإنجليزية: Iwan Brown)‏ هو لاعب دوري الرغبي بريطاني، ولد في 3 مارس 1986 في ريكسهام في المملكة المتحدة.